# Liga Agrícola Turingia
La Liga Agrícola Turingia (en alemán: Thüringer Landbund) fue un partido político en Alemania entre 1920 y 1933. Parte de una Liga Agrícola más amplia, a menudo estaba aliada con el Partido Nacional del Pueblo Alemán (DNVP).

## Historia
Fundado en 1920, el partido ganó 11 escaños en el Landtag de Turingia en las elecciones de ese año, recibió el 21% de los votos y se convirtió en el segundo partido más grande del Landtag. Las elecciones del año siguiente vieron al partido reducido a 10 escaños, aunque siguió siendo el segundo partido más grande.
Para las elecciones estatales de 1924 y 1927, el partido formó parte de la Liga de la Orden de Turingia, una alianza con el DNVP y el Partido Popular Alemán (DVP). La alianza ganó el 48% de los votos en 1924, tomando 35 de los 72 escaños. Aunque el porcentaje de votos de la alianza se redujo al 34% en 1927, siguió siendo la facción más grande del Landtag.
Al presentarse solo a las elecciones estatales de 1929, el partido ganó nueve escaños, lo que lo convirtió en el segundo partido más grande después del SPD. El partido participó en las elecciones federales de noviembre de 1932 como parte de una alianza con el DNVP y el DVP. Obtuvo un solo escaño, mientras que el DNVP obtuvo 51 y el DVP 11. En el mismo año obtuvo seis escaños en las elecciones estatales.
Junto con el DNVP, el partido no participó en las elecciones de marzo de 1933, perdiendo posteriormente su escaño en el Reichstag.